# De Gaulle (film nelansat)
De Gaulle (titlu originar în franceză La France libre) este un film biografic francez în două părți despre generalul Charles de Gaulle, produs de Pathé și regizat de Antonin Baudry. Este adaptat de Baudry și Bérénice Vila din cartea De Gaulle, une certaine idée de la France a lui Julian Jackson.

## Rezumat
Un film biografic despre Charles de Gaulle, care a avansat de la statutul de ofițer al armatei franceze, la conducerea rezistenței franceze împotriva Germaniei Naziste în timpul celui de-al Doilea Război Mondial, până la președinția Franței.

## Distribuție
- Simon Abkarian ca Charles de Gaulle
- Niels Schneider în rolul lui Philippe Leclerc
- Thierry Lhermitte ca Henri Giraud
- Karim Leklou
- Simon Russell Beale în rolul lui Winston Churchill
- Benoît Magimel
- Félix Kysyl în rolul lui Jean Moulin
- François Goeske ca Klaus Barbie
- Kacey Mottet Klein
- Anamaria Vartolomei
- Tom Mison în rolul lui Anthony Eden
- Anthony Calf în rolul lui Edward Spears
- Noémie Schmidt
- Janis Ahern
- Soufiane El Khalidy
- Alice de Lencquesaing
- Tom Neal
- Loïk Corbery
- Tom Pannetier
- Pierre Aussedat
- Sami Ameziane
- Christophe Kourotchkine
- Pablo Cobo
- Hugo Bariller

## Producție
Un film în două părți regizat de Antonin Baudry despre Charles de Gaulle a fost comandat de Pathé în iulie 2021.
Este scris de Baudry și Bérénice Vila și bazat pe cartea autorului britanic Julian Jackson, De Gaulle, une certaine idée de la France. Este produs de Pathé în coproducție cu TF1 Films Production și Auvergne-Rhône-Alpes Cinéma. Filmările pentru primul capitol au avut loc în vara anului 2023, cu Pierre Cottereau și Giora Bejach ca directori de imagine. Filmările pentru a doua parte au fost finalizate până în iulie 2024.
Distribuția este condusă de Simon Abkarian în rolul lui Charles De Gaulle și îi include pe Niels Schneider în rolul generalului Philippe Leclerc, Thierry Lhermitte și Karim Leklou. Distribuția îi mai include pe Benoît Magimel, Anamaria Vartolomei și Simon Russell Beale.
Locațiile de filmare au inclus Place du Panthéon și Gare de l'Est, precum și în jurul gării Hôtel de Ville în iulie și august 2023, și în zona Le Marais din Paris în septembrie 2023. Filmările au avut loc și în Normandia și Maroc.